# Bruno Paulista
Bruno Jacinto da Silva, meglio noto come Bruno Paulista (Nova Odessa, 21 agosto 1995), è un ex calciatore brasiliano, di ruolo centrocampista.

## Caratteristiche tecniche
È un centrocampista difensivo che può giocare anche da terzino sinistro.

## Palmarès

### Club

#### Competizioni statali
- Campionato Baiano: 1

Bahia: 2015

#### Competizioni nazionali
- Supercoppa di Portogallo: 1

Sporting Lisbona: 2015